# Obywatele dla Globalnych Rozwiązań
Obywatele dla Globalnych Rozwiązań (ang. Citizens for Global Solutions) – oddolna organizacja członkowska powstała w Stanach Zjednoczonych, która opowiada się za ustanowieniem demokratycznej federacji narodów ze światowym prawem egzekwowanym w celu zapobieżenia wojnom i globalnej przemocy w rozwiązywaniu sporów, ochrony powszechnych praw człowieka i wolności oraz przywrócenia i zachowania globalnego środowiska.
Fundusz edukacyjny organizacji wspiera propozycje tworzenia, reformowania i wzmacniania międzynarodowych praw i instytucji oraz edukowania Amerykanów na temat globalnych współzależności. Jego komitet działań politycznych Global Solutions PAC, nie będąc powiązanym z żadną partią polityczną, popiera kandydatów do Kongresu na podstawie ich wypowiedzi lub wyrażonego zamiaru skutecznego wspierania demokratycznych instytucji globalnych. CGS ocenia także członków Kongresu w Karcie Raportu Kongresu (ang. Congressional Report Card).

## Historia
Po II wojnie światowej pojęcie federalizmu światowego zakorzeniło się w formalnym utworzeniu i ratyfikacji Organizacji Narodów Zjednoczonych oraz w całym dalszym systemie organizacji międzynarodowych. Pięć światowych organizacji federalistycznych połączyło się w 1947 r., jako United World Federalists, Inc., później przemianowaną na World Federalists-USA. W 1975 r. organizacja skupiła się na działaniach edukacyjnych jako Światowe Stowarzyszenie Federalistów (WFA), podczas gdy członkowie, którzy chcieli kontynuować działania polityczne, utworzyli Kampanię na rzecz reformy ONZ (ang. Campaign for UN Reform, CUNR). Obie grupy połączyły się jako Citizens for Global Solutions (CGS) w 2003 r.
W 2006 r. CGS rozpoczął kampanię, aby zapobiec mianowaniu Johna Boltona na ambasadora USA przy ONZ. Bolton, który został mianowany w czasie przerwy między sesjami Kongresu (ang. recess apointment) odszedł ze stanowiska w grudniu.